# صفية بنت حيي بن أخطب
أم المؤمنين صفية بنت حيي بن أخطب عاشر زوجات النبي محمد ﷺ.

## نسبها

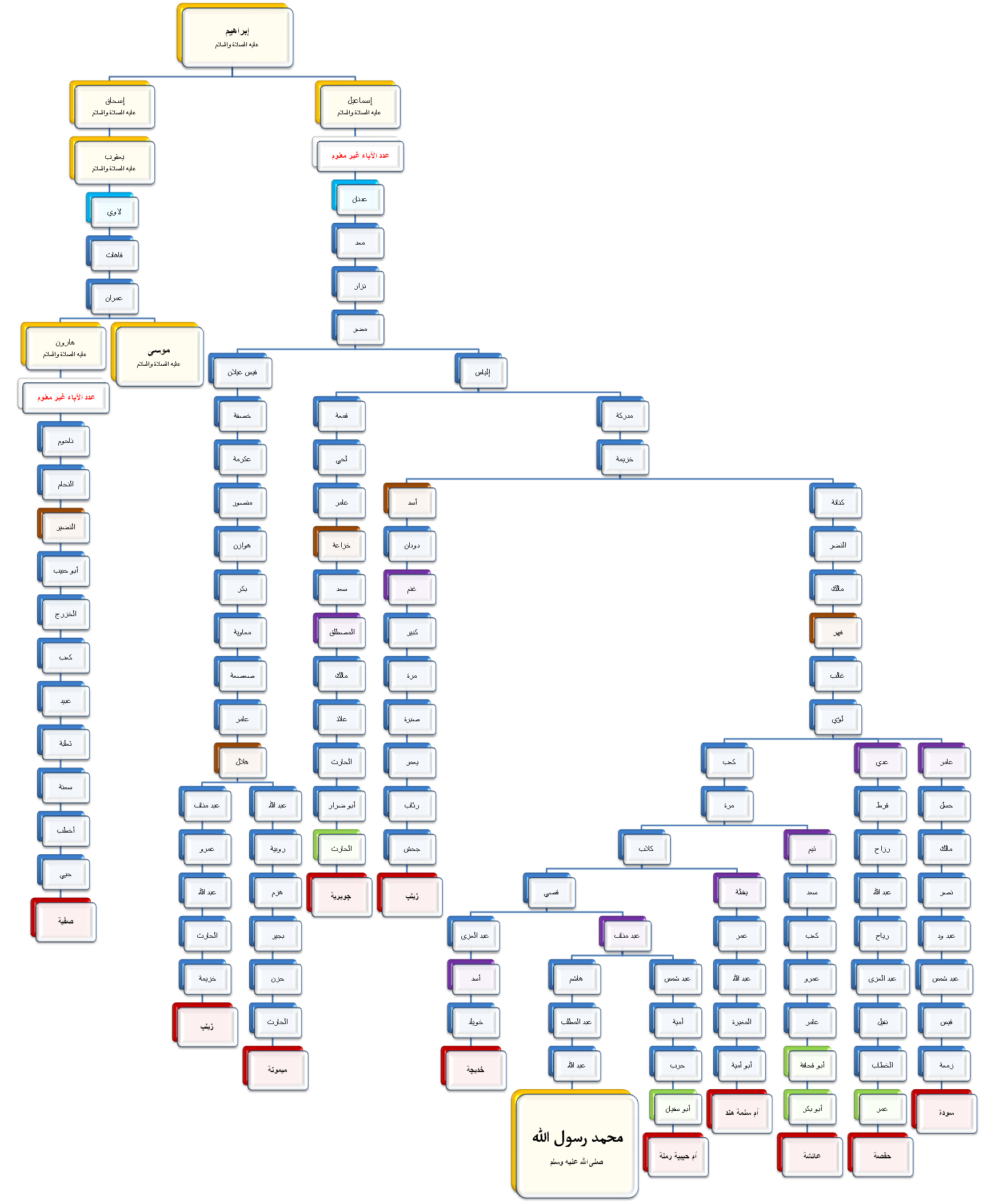
شجرة نسب صفية والتقاءه بنسب الرسول محمد وبأنساب باقي أمهات المؤمنين.

- هي: صفية بنت حيي بن أخطب  بن سعية بن ثعلبة بن عبيد بن كعب بن الخزرج بن أبي الحبيب بن النضير بن النحام بن ناخوم. 
وبنو النضير قبيلة من ذرية النبي هارون بن عمران بن قاهات بن لاوي بن يعقوب بن إسحاق بن إبراهيم بن آزر.
- أمها: برة بنت سموأل من بني قريظة وهي أخت الصحابي رفاعة بن سموأل. 
وبنو قريظة من ذرية النبي يعقوب بن إسحاق بن إبراهيم بن آزر.[3][4]

## زواجها
تزوجها قبل إسلامها سلام بن مشكم القرضي، من فرسان قومها ومن كبار شعراء يهود الحجاز، ثم تزوّجها كنانة بن أبي الحقيق صاحب حصن القموص في خيبر.

## سبيها

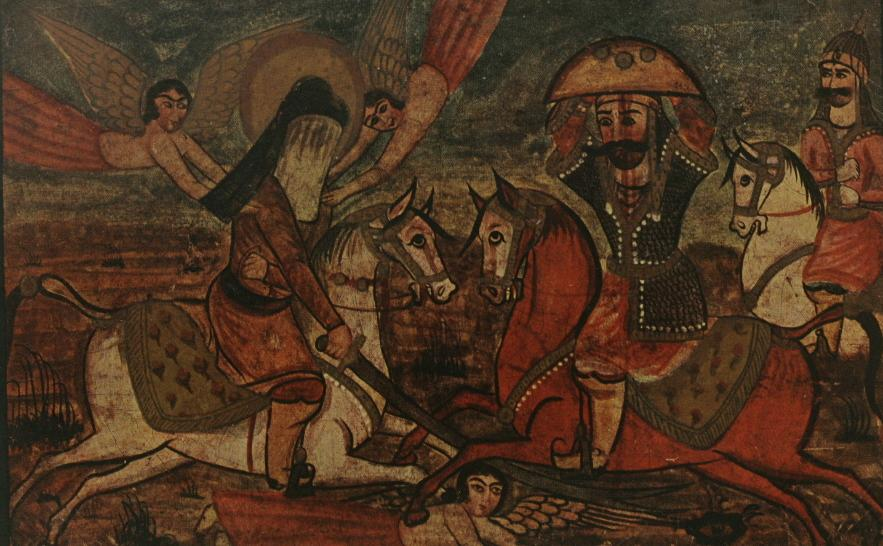
غزوة خيبر.

قٌتل زوجها كنانة يوم خيبر، وأُخذت هي مع الأسرى.

## زواجها من النبي محمد
ورد أن عمرها عندما تزوجها النبي كان سبعة عشر سنة، وكان ذلك في طريقه متجهًا من خيبر إلى المدينة،  وفي المدينة أسكنها دار حارثة بن نعمان، وكانت نساء الأنصار يزرنها بما فيهنّ عائشة زوجة النّبي.
طلبها النّبي لنفسه وخيّرها بين الإسلام والبقاء على دينها قائلاً لها: «اختاري، فإن اخترت الإسلام أمسكتك لنفسي (أي تزوّجتك)، وإن اخترت اليهودية فعسى أن أعتقك فتلحقي بقومك»، فقالت: «يا رسول الله، لقد هويت الإسلام وصدقت بك قبل أن تدعوني، حيث صرت إلى رحلك وما لي في اليهودية أرب، وما لي فيها والد ولا أخ، وخيرتني الكفر والإسلام، فالله ورسوله أحب إليّ من العتق وأن أرجع إلى قومي». فأعتقها النّبي وتزوّجها، وجعل عتقها صداقها، وكانت ماشطتها أم سليم التي مشطتها، وعطرتها، وهيّأتها للزواج النّبي. وأصل هذه القصة ورد في صحيح البخاري.
وعندما وجد رسول الله بخدها لطمة قال: «ما هذه؟»، فقالت: «إني رأيت كأن القمر أقبل من يثرب، فسقط في حجري، فقصصت المنام على ابن عمي ابن أبي حقيق فلطمني»، وقال: تتمنين أن يتزوجك ملك يثرب، فهذه من لطمته. و في رواية أخرى قال لها: «ما هذا إلا أنك تمنين ملك الحجاز محمدا» ، ولطم وجهها لطمة ما يزال أثر منها فيه.
وبحسب المؤرخين المسلمين، فإن هدف النّبي من زواجها إعزازها وإكرامها ورفع مكانتها، إلى جانب تعويضها خيرًا ممن فقدت من أهلها وقومها، ويضاف إلى ذلك إيجاد رابطة المصاهرة بينه وبين اليهود لعله يخفّف عداءهم، ويمهد لقبولهم دعوة الإسلام التي جاء بها.

## بعد وفاة النبي محمد
خصّص لها عمر بن الخطاب وجويرية بنت الحارث ستة آلاف درهم سنويًا، كما خصّص لباقي زوجات النّبي أثني عشرة ألف درهمًا؛ لأنهما كانتا سبيّتان، وفي سنة 38 للهجرة عندما حوصر بيت عثمان بن عفان، نقلت الطعام والماء إلى منزل عثمان.

## مناقبها وفضلها
روي عن زيد بن أسلم قال: اجتمع نساء النبي في مرضه الذي توفي فيه، واجتمع إليه نساؤه، فقالت صفية بنت حيي: « إني والله يا نبي الله لوددت أن الذي بك بي ».
فغمزن أزواجه بأبصارهن، فقال: « مضمضن »، فقلن: « من أي شيء؟ » فقال: « من تغامزكن بها، والله إنها لصادقة » ذكره ابن حجر العسقلاني وقال فيه: إسناده حسن
ورد أيضًا في أحد المواقف لها مع النبي حين أراد أن يغادر خيبر متوجهاً إلى المدينة، قرّب النّبي بعيراً لصفيه لتركبه، فوضع رجله لتضع قدمها على فخذه، فامتنعت صفية من ذلك، ووضعت ركبتها على فخذه.
ورد في بعض الأخبار أن بعض زوجات النبي كن يعيرنها. دخل في أحد الأيام على زوجته صفيّة؛ فرأها تبكي وسألها عن السّبب، فقالت: "أنّ زوجتين من نسائك تعيرياني، وتفضلان نفسهما عليّ؛ لأنهما من بنات عمك، وهن زوجاتك"؛ فأجابها النبي: "بأن تقول لهما: كيف تكونون خيرًا منى وأبي هارون وعمي موسى وزوجي محمد".
أمّا من مناقبها وأخلاقها فقد ذكر بأنها كانت جميلة وفاضلة وعاقلة، وحليمة.

## روايتها للحديث
يرد في كتب الأحاديث أنّ صفية بنت حيي روت عشرة أحاديث عن النبي روت عنها:
- الإمام زين العابدين علي بن الحسين.
- ابن أخيها.
- كنانة أحد مواليها.
- يزيد بن معتب أحد مواليها.
- إسحاق بن عبد الله بن الحارث بن مسلم بن صفوان.[9][21]

## وفاتها
توفيت سنة 50 هـ، ودفنت بالبقيع، وقيل أيضُا أنّها توفيت سنة 36 أو 52 هـ، وصلى عليها سعيد بن العاص، وأوصت بألف دينار لعائشة بنت أبي بكر. وكانت آخر من بقيت من زوجات النبي.